# Frazer Richardson
Frazer Richardson (Rotherham, Inglaterra, 29 de octubre de 1982) es un futbolista inglés, se desempeña como lateral derecho o defensa. Actualmente juega en el Ipswich Town.

## Clubes
| Club              | País       | Año         | Partidos | Goles |
| Leeds United      | Inglaterra | 2001 - 2003 | 0        | 0     |
| Stoke City        | Inglaterra | 2003        | 13       | 1     |
| Leeds United      | Inglaterra | 2004 - 2009 | 149      | 3     |
| Charlton Athletic | Inglaterra | 2009 - 2010 | 40       | 1     |
| Southampton FC    | Inglaterra | 2010 -      | 55       | 0     |

- Datos: Q647776